# Sân bay quốc tế Hoa Quả Sơn Liên Vân Cảng
Sân bay quốc tế Hoa Quả Sơn Liên Vân Cảng (tiếng Trung: 连云港花果山国际机场, IATA: LYG, ICAO: ZSLG) là một sân bay phục vụ cho thành phố Liên Vân Cảng của tỉnh Giang Tô, Trung Quốc. Sân bay mở cửa từ ngày 2 tháng 12 năm 2021, phục vụ chính cho Liên Vân Cảng, thay thế cho sân bay Bạch Tháp Phụ Liên Vân Cảng hiện tại đã chuyển sang hoạt động quân sự.
Sân bay Hoa Quả Sơn tọa lạc tại huyện Quán Vân, cách trung tâm thành phố khoảng 21 kilômét (13 mi). Sân bay đặt tên theo Hoa Quả Sơn, một địa điểm du lịch nổi tiếng ở Liên Vân Cảng.
Sân bay có đường băng dài 2.800 mét (9.200 ft) và rộng 45 mét (148 ft) (cấp 4D). Dự kiến sân bay có thể đón 2,5 triệu hành khách và 20.000 tấn hàng hóa.